# MIMPI
MIMPIは、NEC PC-9800シリーズのMS-DOS上で動作するMIDIシーケンサーソフトウェア。おんちゅうが開発したフリーウェアを基礎にバージョンアップが続けられ、1997年には［斎　藤］によってMIMPI v4.25が公開された。
WRDファイルと呼ばれる歌詞データを作成することで楽曲に合わせて画面制御を行うことが可能。この機能は静止画像と文字を演奏に合わせてディスプレイに表示することができ、カラオケ用のデータなどを作成することができる。また音声に関してもBEEPやFM音源でMIDIファイルのエミュレートを行う機能を持ち音源が無いユーザでも音声を再生することが可能である。
DTM全盛期にはMIMPIで演奏することを前提としたWRDファイル付きのコピー曲やオリジナル曲が多くの愛好家によってパソコン通信ネットワークやインターネットサイトに投稿された。
1992年、フリーソフトウェア大賞音楽部門を受賞している。

## 類似のソフトウェア
- TMIDI Player
- DECOPLAY